# Horsztyński
Horsztyński – dramat napisany przez Juliusza Słowackiego w 1835 roku w Szwajcarii. Jest nieukończony, składa się z pięciu aktów prozą. Jego pierwodruk ukazał się w Pismach pośmiertnych wydanych we Lwowie w 1866 (następnie 1909 w Warszawie). Dramat został wystawiony w Krakowie w roku 1871 (niedługo potem w Poznaniu). 
Wbrew tytułowi, dramat opowiada o Szczęsnym Kossakowskim, synu zdrajcy hetmana Szymona. Szczęsny ma naturę hamletyczną, jest pogrążony w rozpaczy, nudzie, przekonany o swojej słabości, rozdarty między obowiązkami wobec rodziny (złego ojca, młodszego rodzeństwa), ojczyzny (rzecz dzieje się w 1794 roku), ukochanej (Salomei) i jej męża, przyjaciela Szczęsnego (Horsztyńskiego, byłego konfederaty barskiego, oślepionego przez Rosjan). Szczęsny próbuje uniknąć podejmowania ostatecznych decyzji, jednak zostaje wplątany w dworskie intrygi, jest częścią planów ojca i powstańców kościuszkowskich (na Wileńszczyźnie insurekcja wybuchła w kwietniu). W konsekwencji, w ostatniej chwili porzuca (pod nieobecność Hetmana) jego armię gotową stłumić powstanie (nie jest jasne, jak to robi – luka w rękopisie). Mimo że dochodzi do konfrontacji z Horsztyńskim, który domyśla się, że Salomea zdradza go ze Szczęsnym, zostaje zachowany status quo (po odjeździe Szczęsnego Horsztyński zażywa truciznę). Przed śmiercią jednak, nie wiadomo jaką drogą, Horsztyński poleca wysłać powstańcom listy obciążające Hetmana Szymona Kossakowskiego. Hetman zostaje powieszony. 'Nieznajomy' powstaniec rozmawia ze Szczęsnym, decydują się wysadzić zamek. Szczęsny pozostaje w zamku, żeby wyprowadzić siostrę i brata. Zakończenia dramat nie ma.